# スラッガー (マスコットキャラクター)

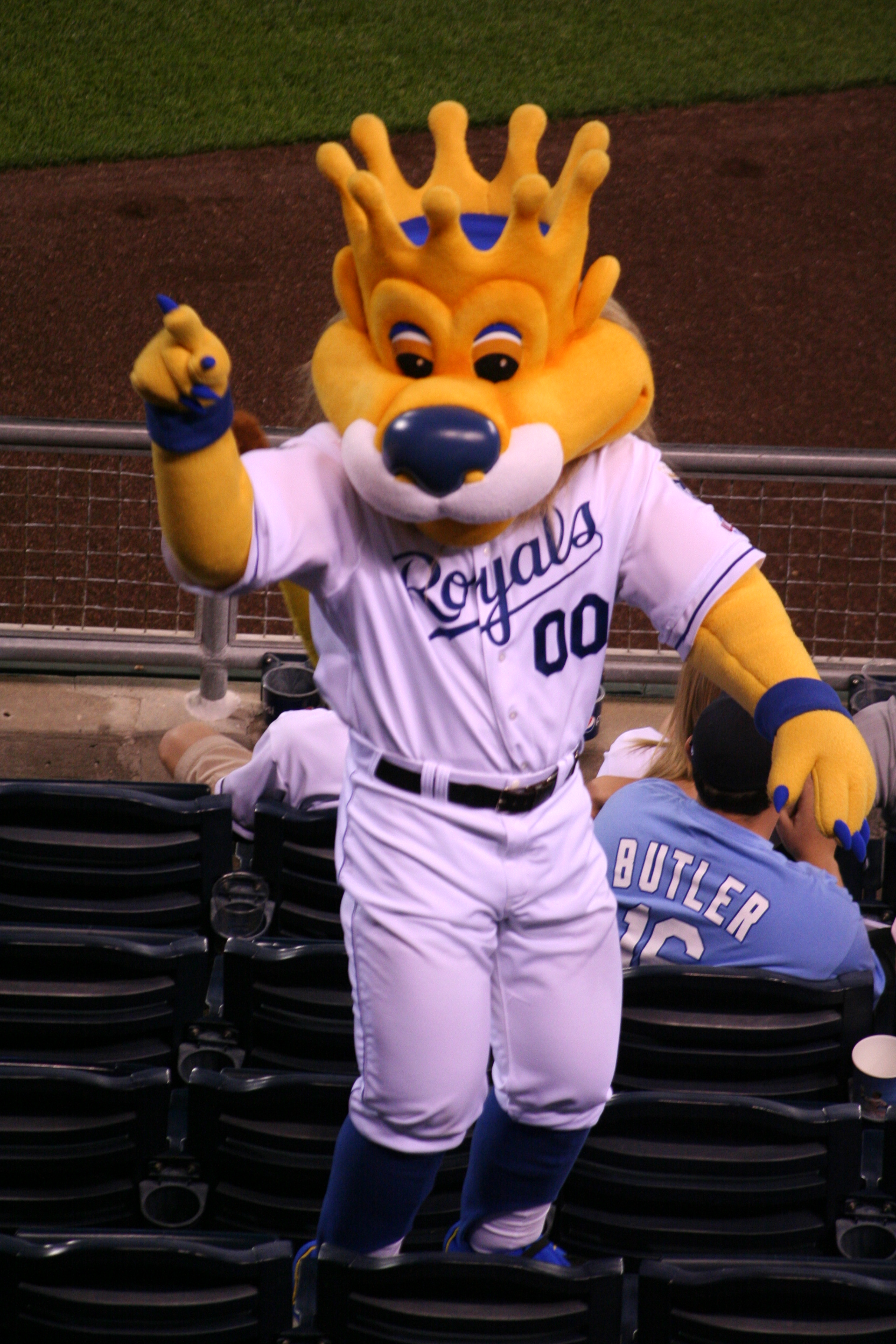

スラッガー（Sluggerrr）は、MLBのカンザスシティ・ロイヤルズの球団マスコットキャラクターである。
モチーフはライオン。

## 概要・特徴
1996年4月5日、カンザスシティ・ロイヤルズの本拠地カウフマン・スタジアムで球団史上初のマスコットとしてスラッガーは登場した。

## プロフィール
球団公式ホームページによるプロフィールは以下の通り。
- メジャーデビュー：1996年4月5日
- 身長：6フィート9インチ
- 体重：本人曰く「聞かないで！」
- 投げるもの：Tシャツ、ホットドッグ、癇癪玉
- ポジション：ジャングルの王
- 婚姻状態：Still on the Prowl
- 趣味：ダグアウトで踊ること、ホットドッグを打ち上げること、ロイヤルズファンと過ごすこと
- 好きな食べ物：アメリカンリーグ他球団
- 好きな映画：キャッツ、ライオン・キング
- 好きな歌：Welcome to the Jungle、The Lion Sleeps Tonight
- 背番号：00